# بوخالفة بيطام
بوخالفة بيطام (ولد 21 يونيو 1920 وتوفي  9 يوليو 2013) كاتب ومدرس جزائري. عُرف باهتمامه بتاريخ الجزائر ومنطقة القبائل، وهو ما عكسته مؤلفاته التي تنوعت بين الرواية و الشعر.

## مسيرته
وُلد بيطام في 21 يونيو 1920 في قرية تاوريرت ميمون ببني يني. اشتغل مُدرّسا في قطاع التربية الوطنية، ثم أصبح مديرًا في أحد مدارس تيزي وزو.
اهتمّ بالكتابة، خصوصا عن فترة الاستعمار الفرنسي للجزائر، حيث عرّف بأعلام المقاومة الجزائرية مثل فاطمة نسومر.

## أعماله

### روايات
- 1980: تادرت أوفلا (Thadart Oufella)
- 1984: شارع الحرية (Rue de la liberté)
- 2000: فاطمة نسومر (Fadhma n’Summer)
- 2002: مريم (Meriem)
- 2004: زغاريد الدفلى (Youyou dans les lauriers-roses)[7]

## وفاته
تُوفي بوخالفة بيطام يوم الثلاثاء 9 يوليو 2013 بالمستشفى الجامعي لتيزي وزو، ودُفن بمقبرة قرية «تاوريرت ميمون» ببني يني مسقط رأسه.